# Shafton
Shafton est un village et une paroisse civile du Yorkshire du Sud, en Angleterre.